# 타바체카구

타바체카 구

타바체카구(Thaba-Tseka)는 레소토의 구로, 행정 중심지는 타바체카이며 면적은 4,270km2, 인구는 129,137명(2006년 기준)이다. 동쪽으로는 남아프리카 공화국 콰줄루나탈 주와 인접해 있고 북동쪽으로는 모코틀롱 구, 북쪽으로는 레리베 구, 북서쪽으로는 베레아 구와 인접해 있으며 서쪽으로는 마세루 구, 남서쪽으로는 모할레스후크 구, 남쪽으로는 카차스네크 구와 인접해 있다.

타바체카구(Thaba-Tseka)는 가장 큰 구처럼 보이지만 마세루구 보다 9 제곱킬로미터 차이로 두번 째로 면적이 크다